# سیارک ۶۳۲۶
سیارک ۶۳۲۶ (به انگلیسی: 6326 Idamiyoshi، نامگذاری:1991FJ1) شش هزار و سیصد و بیست و ششمین سیارک کشف شده‌ است که در ۱۸ مارس ۱۹۹۱ کشف شد.
قدر مطلق سیارک برابر ۱۲٫۲۰ است.